# Take Me Home (singolo Cher)
Take Me Home è un singolo estratto dall'omonimo album della cantante e attrice statunitense Cher, pubblicato nel 1979 dall'etichetta discografica Casablanca Records.

## Accoglienza e successo commerciale
Il singolo raggiunse i primi dieci posti della classifica statunitense, dopo cinque anni dall'ultima volta con Dark Lady del 1974. Ottenne dalla RIAA un disco d'oro per aver venduto oltre un milione di copie negli Stati Uniti.

## Classifiche
| Classifica (1979)                         | Posizione massima |
| ----------------------------------------- | ----------------- |
| Stati Uniti Billboard Hot 100             | 8                 |
| Stati Uniti Billboard Hot Dance Club Play | 2                 |
| Stati Uniti singoli                       | 21                |
| Canada                                    | 10                |
| Norvegia                                  | 9                 |

## Versione di Sophie Ellis-Bextor
Di Take Me Home ne è stata eseguita una cover dalla cantante britannica Sophie Ellis-Bextor nel 2001. Si tratta del suo primo singolo da solista, primo estratto dal suo album di debutto "Read My Lips". Il singolo ha raggiunto la seconda posizione della classifica britannica.

### Video musicale
Il video della canzone è stato girato da Sophie Muller e rappresenta la cantante che balla in una città francese d'altri tempi.

### Tracce e formati
Singolo CD Regno Unito
1. Take Me Home (A Girl Like Me)
2. Sparkle
3. Take Me Home (A Girl Like Me) (Jewels & Stone Mix)
4. Take Me Home (A Girl Like Me) (CD-ROM)

Singolo CD Francia
1. Take Me Home (A Girl Like Me) (Radio Edit Remix by DJ Flex)
2. Take Me Home (A Girl Like Me) (Album Version)
3. Take Me Home (A Girl Like Me) (Sensation Filtre Mix by Antoine Clamaran)
4. Take Me Home (A Girl Like Me) (A Diva Like U Remix by Guéna LG)
5. Take Me Home (A Girl Like Me) (Comfy Sophie Remix)

Singolo CD Germania
1. Take Me Home (A Girl Like Me) (Single Version)
2. Take Me Home (A Girl Like Me) (Jewels & Stone Mix)
3. Take Me Home (A Girl Like Me) (Sharp Club Vocal Mix)
4. Take Me Home (A Girl Like Me) (Mutiny Dub Mix)
5. Take Me Home (A Girl Like Me) (Comfy Sophie Remix)

### Classifiche
| Paese         | Posizione massima |
| ------------- | ----------------- |
| Regno Unito   | 2                 |
| Irlanda       | 6                 |
| Nuova Zelanda | 18                |
| Paesi Bassi   | 79                |